# Kitka
Kitka (bułg. Китка) – szczyt Czernej Gory, w Bułgarii, mająca wysokość 1118 m n.p.m.